# Documenta Ophthalmologica
Documenta Ophthalmologica (skrót: Doc Ophthalmol) – naukowe czasopismo okulistyczne o zasięgu międzynarodowym; wydawane od 1938. Oficjalny organ International Society for Clinical Electrophysiology of Vision (Międzynarodowego Towarzystwa Klinicznej Elektrofizjologii Widzenia).
Wydawcą jest koncern wydawniczy Springer Nature. Pierwszy tom czasopisma ukazał się w 1938, a kolejny dopiero 10 lat później - w 1948 - i od tej pory ukazuje się regularnie. Łącznie w latach 1938-2017 ukazało się 135 tomów podzielonych na 350 wydań, w których zamieszczono 3 709 artykułów. Czasopismo jest recenzowane i zorientowane na publikowanie prac dotyczących zastosowań klinicznej elektrofizjologii procesu widzenia. Redaktorem naczelnym (ang. editor-in-chief) „Documenta Ophthalmologica" jest Pierre Lachapelle związany z kanadyjskim McGill University.
Pismo ma współczynnik wpływu impact factor (IF) wynoszący 1,918 (2016) oraz wskaźnik Hirscha równy 46 (2017). W międzynarodowym rankingu SCImago Journal Rank (SJR) mierzącym wpływ, znaczenie i prestiż poszczególnych czasopism naukowych „Documenta Ophthalmologica" zostało sklasyfikowane na 13. miejscu wśród czasopism okulistycznych (na podstawie średniej liczby ważonych cytowań w latach 2013–2015). W polskich wykazach czasopism punktowanych przez Ministerstwo Nauki i Szkolnictwa Wyższego czasopismo otrzymywało kolejno: 30 punktów (2013), 25 punktów (2014-2016) oraz 100 pkt (2019).
Czasopismo jest indeksowane m.in. w Science Citation Index Expanded (SciSearch), Journal Citation Reports/Science Edition, Scopusie, Google Scholar, CAB International, Academic OneFile, Biological Abstracts, BIOSIS, CAB Abstracts, Current Abstracts, Current Contents/Clinical Medicine, EBSCO Biomedical Reference Collection, EBSCO TOC Premier, Gale oraz Global Health.